# Małec
Małec – wieś w Polsce położona w województwie małopolskim, w powiecie dąbrowskim, w gminie Radgoszcz.
W latach 1975–1998 miejscowość administracyjnie należała do województwa tarnowskiego. Integralne części miejscowości: Nowa Wieś, Zagrody.
W miejscowości znajduje się placówka OSP, szkoła podstawowa i kościół.